# Sadkó

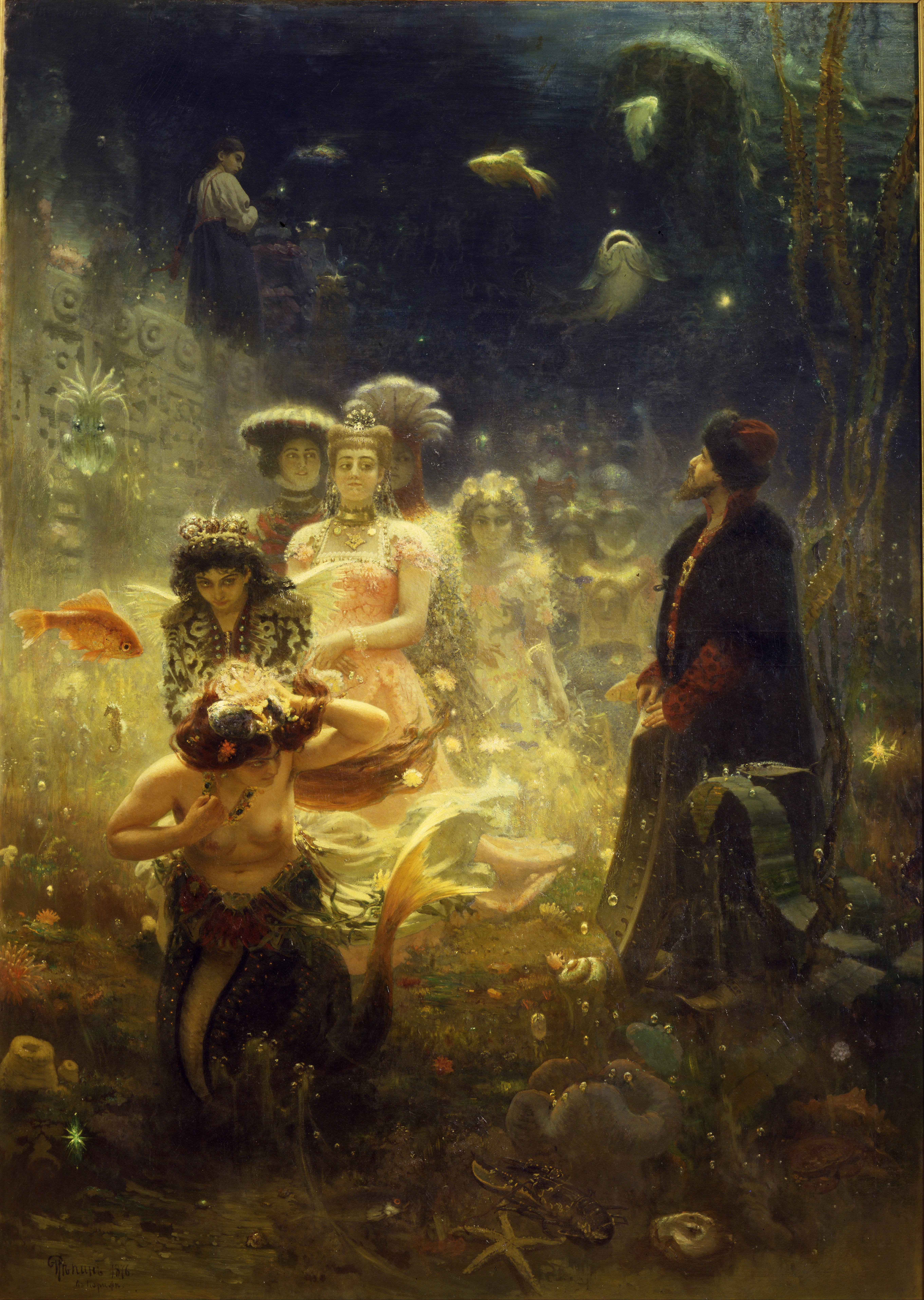
Sadkó al regne subaquàtic, obra d'Ilià Repin.

Sadkó és una bilina, una saga èpica medieval de Rússia, part de la mitologia eslava. El títol és el nom del seu protagonista, un aventurer, mercader i músic de gusli de la ciutat de Nóvgorod.
Sadkó era un pobre músic que es guanyava la vida tocant el gusli. Un dia, entrist perquè ningú l'havia contractat per amenitzar les seves festes es va posar a tocar a la riba del llac Ilmen. El tsar de les aigües va sentir la seva música i es va oferir a ajudar-lo a aconseguir diners a canvi que anés a tocar el gusli a la vora del llac. Li va dir a Sadkó que s'apostés amb els mercaders locals que era capaç de pescar peixos d'or al llac Ilmen. Els mercaders se’n van riure però van acceptar l'aposta, però Sadkó la va guanyar perquè el tsar de les aigües li va lliurar els peixos. Els mercaders van haver de pagar l'aposta i Sadkó es va convertir en un ric mercader.
Amb la riquesa Sadkó també es va convertir en un home orgullós i va intentar controlar tot el comerç de Nóvgorod, però al no aconseguir-ho va trencar la promesa que li havia fet al tsar de les aigües i no va anar a tocar el gusli a la seva cort. Mentre navegava pel mar el tsar va provocar una tempesta que va detenir els vaixells de Sadkó. Ell i els seus mariners van intentar apaivagar alla al tsar llançant or a l'aigua, però la tempesta no va cessar i la tripulació va obligar a Sadkó a llançar-se al mar. Allà va haver de tocar el gusli pel tsar de les aigües.
Quan el tsar de les aigües va començar a ballar es van produir moltes tempestes, i molts vaixells de Nóvgorod es van enfonsar. Els mariners van resar a Sant Nicolau perquè els salvés.
Una nit, mentre Sadkó descansava a la vora del mar, un vell canós (Sant Nicolau) s'apropà i li va dir que els balls del tsar de les aigües provocaven tempestes i que havia de trencar el seu gusli. No obstant això, el tsar el va intentar retenir oferint-li una dona, i per alliberar-se, Sadkó hauria de triar a la d'aspecte més horrible. Sadkó va seguir el consell de l'ancià i es va lliurar de la servitud del tsar de les aigües, despertant-se a la costa del llac Ilmen i reunint-se amb la seva família a Nóvgorod, on es va convertir en un home bo i generós que seria recordat amb afecte a la ciutat.